# Harry Edison
Harry Edison, detto Sweets (Columbus, 10 ottobre 1915 – Columbus, 27 luglio 1999), è stato un trombettista statunitense di musica jazz, membro della Count Basie Orchestra.

## Biografia
Nato a Columbus, nell'Ohio, Edison trascorse la sua prima infanzia a Louisville, nel Kentucky, dove fu introdotto alla musica da uno zio. Dopo essere tornato a Columbus all'età di dodici anni, il giovane Edison iniziò a suonare la tromba in gruppi locali.
Nel 1933 divenne membro della Jeter-Pillars Orchestra di Cleveland. Successivamente suonò con la Mills Blue Rhythm Band e con Lucky Millinder. Nel 1937 si trasferì a New York e si unì alla Count Basie Orchestra. Tra i suoi colleghi c'erano Buck Clayton, Lester Young (dal quale proviene il soprannome "Sweets"), Buddy Tate, Freddie Green, Jo Jones e altri dei membri iniziale di tale complesso. In un'intervista del 2003 per il National Museum of American History, il batterista Elvin Jones spiegò così l'origine del soprannome di Edison: «Sweets aveva talmente tante amiche, era un uomo così bello. Aveva tutte queste ragazze intorno a sé in continuazione, ecco perché lo chiamarono Sweets».
"Sweets" Edison divenne famoso come solista con la Basie Band e come compositore/arrangiatore occasionale per il gruppo. Apparve anche nel film del 1944 Jammin' the Blues .
Edison trascorse tredici anni con la Basie Band, fino a quando questa non fu temporaneamente sciolta nel 1950. Intraprese successivamente una variegata carriera come leader di alcuni gruppi, partecipando in pianta stabile al tour denominato Jazz at the Philharmonic e collaborando freelance presso altre orchestre. All'inizio degli anni cinquanta si stabilì sulla costa occidentale, divenendo un ricercato musicista per la produzione di album in studio e contribuendo alle registrazioni di artisti come Billie Holiday, Frank Sinatra ed Ella Fitzgerald. Nel 1956 registrò il primo di tre album con Ben Webster.
Secondo l'Encyclopedia of Jazz in the Seventies, Edison negli anni sessanta e settanta continuò a collaborare con molte orchestre e ad apparire in programmi televisivi, tra i quali Hollywood Palace e The Leslie Uggams Show. Partecipò inoltre alla realizzazione della colonna sonora del film La signora del blues. Morì nel 1999 nella sua casa di Columbus, all'età di 83 anni.

## Discografia

### Come leader o co-leader
- Buddy and Sweets (Norgran, 1955), con Buddy Rich
- Pres and Sweets (Norgran, 1955), con Lester Young
- Sweets (Clef, 1956)
- Gee, Baby Ain't I Good to You (Verve, 1957), con Ben Webster
- Jazz Giants '58 (Verve, 1958), con Stan Getz e Gerry Mulligan
- Going for Myself (Verve, 1958), con Lester Young
- The Swinger (Verve, 1958)
- Mr. Swing (Verve, 1958 [1960])
- Harry Edison Swings Buck Clayton (Verve, 1958), con Buck Clayton
- Sweetenings (Roulette, 1958)
- Patented by Edison (Roulette, 1960)
- Together (Roulette, 1961), con Joe Williams
- Jawbreakers (Riverside, 1962), con Eddie Davis
- Wanted to Do One Together (Columbia, 1962), con Ben Webster
- "Sweets" for the Sweet (Sue, 1964)
- Sweets for the Sweet Taste of Love (Vee-Jay, 1964)
- When Lights are Low (Liberty, 1966)
- The Trumpet Kings Meet Joe Turner (Pablo, 1974), con Big Joe Turner, Dizzy Gillespie, Roy Eldridge e Clark Terry
- Oscar Peterson and Harry Edison (Pablo, 1974), con Oscar Peterson
- Oscar Peterson and the Trumpet Kings – Jousts (Pablo, 1974), con Oscar Peterson, Dizzy Gillespie, Roy Eldridge and Clark Terry
- Edison's Lights (Pablo, 1976)
- Simply Sweets (Pablo, 1978), con Eddie "Lockjaw" Davis
- Just Friends (Pablo, 1978 [1980]), con John Haley Sims
- Oscar Peterson + Harry Edison + Eddie "Cleanhead" Vinson (Pablo, 1986), con Oscar Peterson ed Eddie "Cleanhead" Vinson
- For My Pals (Pablo, 1988)

### Comesideman
Con Count Basie
- The Original American Decca Recordings (GRP, 1937–39 [1992])
- Memories Ad-Lib (Roulette, 1958)
- Breakfast Dance and Barbecue (Roulette, 1959)
- Live at the Sands (Before Frank) (Reprise, 1966 [1998])
- Hollywood...Basie's Way (Command, 1967)
- Basie's Beat (Verve, 1967)
- Basie's in the Bag (Brunswick, 1967)
- Standing Ovation (Dot, 1969)

Con Harry Belafonte
- An Evening with Belafonte (RCA Victor, 1957)

Con Louis Bellson
- Skin Deep (Norgran, 1953)
- Drumorama! (Verve, 1957)
- Music, Romance and Especially Love (Verve, 1957)
- Louis Bellson at The Flamingo (Verve, 1957)
- Thunderbird (Impulse!, 1965)

Con Bob Brookmeyer e Zoot Sims
- Stretching Out (United Artists, 1958)

Con Ray Bryant
- Madison Time (Columbia, 1960)
- Dancing the Big Twist (Columbia, 1961)

Con Hoagy Carmichael
- Hoagy Sings Carmichael (Pacific Jazz, 1956)

Con Benny Carter
- Wonderland (Pablo, 1976 [1986])
- Elegy in Blue (MusicMasters, 1994)

Con James Carter
- Conversin' with the Elders (Atlantic, 1996)

Con Dolo Coker
- Third Down (Xanadu, 1977)

Con Nat King Cole
- After Midnight (Capitol, 1957)

Con Clifford Coulter
- Do It Now! (Impulse!, 1971)

Con Bing Crosby e Buddy Bregman
- Bing Sings Whilst Bregman Swings (Verve, 1956)

Con Sammy Davis Jr.
- It's All Over but the Swingin' (Decca, 1957)

Con Billy Eckstine
- Billy's Best! (Mercury, 1958)

Con Duke Ellington e Johnny Hodges
- Side by Side (Verve, 1959)
- Back to Back (Verve, 1959)

Con Herb Ellis
- Ellis in Wonderland (Verve, 1956)

Con Ella Fitzgerald
- Ella Fitzgerald Sings the Cole Porter Songbook (1956, Verve)
- Get Happy! (1959, Verve)
- Hello, Love (1960, Verve)
- Whisper Not (1967, Verve)
- 30 by Ella (1968, Capitol)
- Ella Loves Cole (1972, Capitol)
- Fine and Mellow (1974, Pablo)
- All That Jazz (1989, Pablo)

Con Gil Fuller
- Gil Fuller & the Monterey Jazz Festival Orchestra featuring Dizzy Gillespie (Pacific Jazz, 1965)

Con Dizzy Gillespie
- Jazz Recital (Norgran, 1955)

Con Jimmy Giuffre
- The Jimmy Giuffre Clarinet (Atlantic, 1956)

Con Al Grey
- Shades of Grey (Tangerine, 1965)

With Woody Herman
- Songs for Hip Lovers (Verve, 1957)

With Billie Holiday
- Music for Torching (Norgran, 1955)
- Velvet Mood (Clef, 1956)
- Lady Sings the Blues (Clef, 1956)
- Body and Soul (Verve, 1957)
- Songs for Distingué Lovers (Verve, 1957)
- All or Nothing at All (Verve, 1958)

With Red Holloway
- Live at the Floating Jazz Festival (Chiaroscuro, 1997)

With Milt Jackson
- Memphis Jackson (Impulse!, 1969)

With Illinois Jacquet
- Illinois Jacquet and His Orchestra (Verve, 1956)

With Budd Johnson
- Budd Johnson and the Four Brass Giants (Riverside, 1960)

Con Jo Jones
- Vamp 'til Ready (Everest, 1960)
- The Main Man (Pablo, 1977)

Con Quincy Jones
- Go West, Man! (ABC, 1957)
- The Birth of a Band! (Mercury, 1959)
- Quincy Plays for Pussycats (Mercury, 1959-65 [1965])
- Walk, Don't Run (Verve, 1966)

Con Barney Kessel
- To Swing or Not to Swing (Contemporary, 1955)

Con Carole King
- Rhymes & Reasons (A&M 1972)

Con B.B. King
- Live at the Apollo (1991)

Con Gene Krupa e Buddy Rich
- Krupa and Rich (Clef, 1956)

Con Lambert, Hendricks & Ross
- Lambert, Hendricks, & Ross! (Columbia, 1960)

Con Modern Jazz Quartet
- MJQ & Friends: A 40th Anniversary Celebration (Atlantic, 1994)

Con The Pointer Sisters
- That's a Plenty (Blue Thumb, 1974)

Con Paul Quinichette
- Like Basie! (United Artists, 1959)

Con Buddy Rich
- The Swinging Buddy Rich (Norgran, 1954)
- The Wailing Buddy Rich (Norgran, 1955)
- This One's for Basie (Verve, 1956)
- Buddy Rich Sings Johnny Mercer (Verve, 1956)
- Buddy Rich Just Sings (Verve, 1957)
- Richcraft (Mercury, 1959)

Con Shorty Rogers
- Shorty Rogers Courts the Count (RCA Victor, 1954)
- Martians Come Back! (Atlantic, 1955 [1956])
- Way Up There (Atlantic, 1955 [1957])
- Shorty Rogers Plays Richard Rodgers (RCA Victor, 1957)

Con Frank Sinatra e Count Basie
- It Might as Well Be Swing (Reprise, 1964)
- Sinatra at the Sands (Reprise, 1966)

Con Mel Tormé
- Mel Tormé Live at the Fujitsu–Concord Festival 1990 (Concord, 1990)
- Night at the Concord Pavilion (Concord, 1990)

Con Sarah Vaughan
- Dreamy (Roulette, 1960)
- The Divine One (Roulette, 1961)

Con Lester Young
- Going for Myself (Recorded 1957–1958)
- Laughin' to Keep from Cryin' (1958)

Con Nancy Wilson
- The Sound of Nancy Wilson (Capitol, 1968)

Con Teddy Wilson
- Teddy Wilson & His All Stars (Chiaroscuro, 1995)

Con artisti vari
- Jazz at Santa Monica Civic '72 (Pablo, 1973)
- Jazz at the Philharmonic – Yoyogi National Stadium, Tokyo 1983: Return to Happiness (1983, Pablo)